# Max Andreae
Max Paul Rudolf Andreae (* 21. Januar 1887 in Offenbach am Main als Paul Rudolf Andreae; † 7. Juli 1973 in Hamburg) war ein deutscher Manager und Wehrwirtschaftsführer.

## Leben und Wirken
Er war der Sohn des Offenbacher Fabrikanten August Willy Andreae. Nach seinem Abschluss als Diplom-Ingenieur arbeitete er seit 1916 bei der Firma Blohm & Voß, in der er zum Direktor aufstieg. Nach der 1933 erfolgten Gründung der Hamburger Flugzeugbau GmbH wurde er deren Geschäftsführer und als solcher später zum Wehrwirtschaftsführer ernannt. Daneben wurde er in den Beirat des Industrierats des Reichsmarschalls für die Fertigung von Luftwaffengerät ernannt. Mit der britischen Demontage und weitgehenden Zerstörung der Hamburger Flugzeugbau GmbH endete seine dortige Tätigkeit, sein weiterer Lebensweg ist nicht erforscht.
Max Andreae ruht in der Familiengrabstätte auf dem Friedhof Ohlsdorf.